# Octahydro-indeen
Octahydro-indeen, ook hexahydro-indaan of hydrindaan genoemd, is een bicyclische verzadigde koolwaterstof met een cyclohexaan- en een cyclopentaanring die een gemeenschappelijke binding bezitten.
De koolstofatomen op de gemeenschappelijke zijde zijn asymmetrisch, zodat van de stof cis- en trans-isomeren bestaan. De trans-octahydro-indeenstructuur komt onder meer voor in steroïden en verbindingen uit de vitamine D-groep.

## Synthese
Octahydro-indeen kan bereid worden door de volledige hydrogenering van indaan of van indeen, die in steenkoolteer of aardolie voorkomen. Voor de hydrogenering van indeen zijn acht waterstofatomen (oftewel 4 equivalenten waterstofgas) nodig (vandaar het voorvoegsel octahydro).